# گمینا تسویتسه
گمینا تسویتسه (به لهستانی:  Gmina Cewice) یک گمینا در لهستان است که در شهرستان لمبورک واقع شده‌است. گمینا تسویتسه ۱۸۷٫۸۶ کیلومتر مربع مساحت و ۶٬۸۹۱ نفر جمعیت دارد.